# Pol'and'Rock Festival

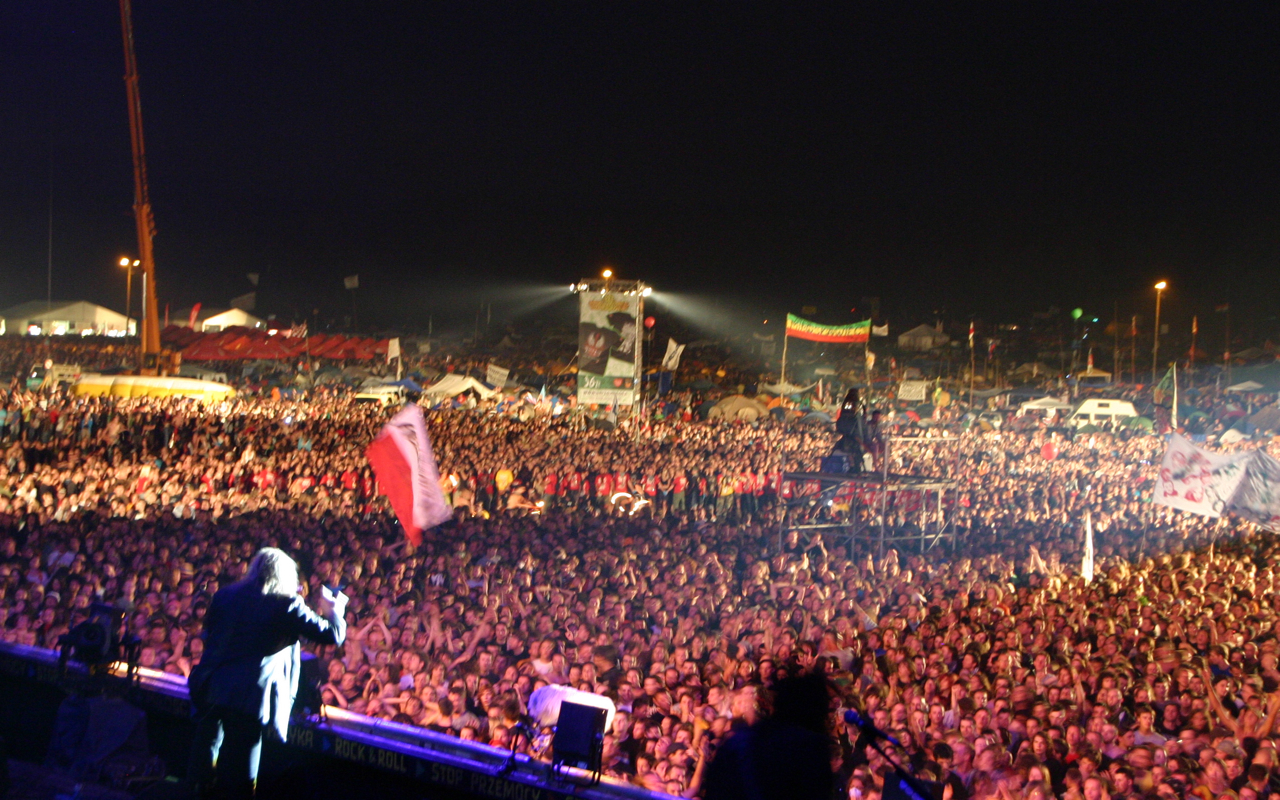
Przystanek Woodstock 2011

Pol'and'Rock Festival, fram till 2017 känd under namnet Przystanek Woodstock (polska, Hållplats Woodstock) är en gratis rockfestival som etablerades 1994 och sedan 2004 årligen arrangeras i Kostrzyn nad Odrą i västra Polen, nära den tyska gränsen. Festivalen inträffar i månadsskiftet juli-augusti. Med genomsnittligt cirka 500.000 besökare årligen är festivalen den mest besökta i Europa. De uppträdande artisterna är främst från Polen men kommer även från övriga delar av världen. Samtliga genrer inom rocken är representerade, från folkrock över punk, pop, hårdrock till experimentell metall. På senare år har även representanter för reggae, elektronisk musik och t.o.m. klassisk musik uppträtt på festivalen. 2012 uppträdde det svenska bandet Sabaton och 2015 Finnegan's Hell på festivalen.
På den tjugoårsjubilerande festivalen år 2014 anlände c:a 750.000 besökare.
Sedan den tjugofjärde upplagan av festivalen, år 2018, marknadsförs festivalen under det nya namnet Pol'and'Rock Festival, då arrangörerna hamnat i varumärkesstridigheter kring namnet Woodstock.